# Barbara Małecka
Barbara Antonina Małecka (ur. 15 czerwca 1953 w Krakowie, zm. 30 lipca 2022 w Marcyporębie) – polska kardiolog, prof. dr hab. n. med., pracownik naukowy Instytutu Kardiologii na Wydziale Lekarskim Collegium Medicum Uniwersytetu Jagiellońskiego.

## Życiorys
W 1978 ukończyła studia medyczne w Akademii Medycznej im. Mikołaja Kopernika w Krakowie. 16 stycznia 1998 obroniła pracę doktorską pt. Tolerancja wysiłku u pacjentów ze stałą stymulacją serca, przygotowaną pod kierunkiem prof. Ludwika Sędziwego. W 2011 r. habilitowała się na podstawie pracy zatytułowanej Wpływ zmiany miejsca stymulacji serca u pacjentów z zaawansowaną niewydolnością krążenia i utrwalonym migotaniem przedsionków na wybrane parametry hemodynamiczne, wydolność wysiłkową i jakość życia w zależności od przyczyny tej niewydolności i czasu trwania prawokomorowej stymulacji koniuszkowej. W 2018 r. uzyskała tytuł profesora nauk medycznych. W dniu 26 listopada 1997 roku zostaje członkiem założycielem Stowarzyszenia NE CEDAT ACADEMIA, które stawia sobie za cel kultywowanie pamięci o aresztowaniu profesorów krakowskich uczelni przez Niemców w ramach akcji Sonderaktion Krakau. Jednym z aresztowanych wówczas naukowców był najmłodszy profesor UJ Mieczysław Małecki, dziadek profesor Małeckiej. 15 marca 2014 roku została członkiem założycielem Galicyjskiego Towarzystwa Historycznego, następnie przez dwie kadencje pełniła obowiązki Członka Zarządu.
Pochowana na Cmentarzu Salwatorskim w Krakowie.

## Odznaczenia
- Odznaka honorowa „Za zasługi dla ochrony zdrowia” (2007)[10]
- Medal Komisji Edukacji Narodowej (2011)[10]
- Złoty Medal za Długoletnią Służbę (2013)[10]
- Odznaka „Honoris Gratia” (2015)[11].
- Złoty Krzyż Zasługi (2022)[12]